# Aina Lucia Wifalk
Aina Lucia Wifalk (født 21. marts 1928 i Lund, Sverige, død 16. juni 1983 i Västerås, Sverige ) var en svensk opfinder og sygehjælper.
Wifalk var begyndt på sygeplejerskestudiet i Lund, da hun som 21-årig blev ramt af polio. Hun var efterfølgende med til at etablere Lunds invalideforening i 1952, mens hun arbejdede som sygehjælper i Västerås Kommune. I 1958 stiftede hun Västmanlands läns MS-förening og riksföreningen för trafikskadade i Västerås ti år senere. Hun opfandt et træningsredskab i 1960'erne, som kunne bruges af personer i kørestol, der ville træne arme og ben - en manupede.
Hun gik på førtidspension i 1976 pga. nedslidte skuldre efter at have brugt krykker i 25 år. To år efter havde hun opfundet rollatoren, der kom i produktion efter tre år. Hun tog aldrig patent på sin opfindelse, da hun ønskede den mest muligt udbredt.  Indtægten blev skænket til den nordiske kirkeforening på Costa del Sol i Spanien.